# St. Pankratius (Falkenberg)

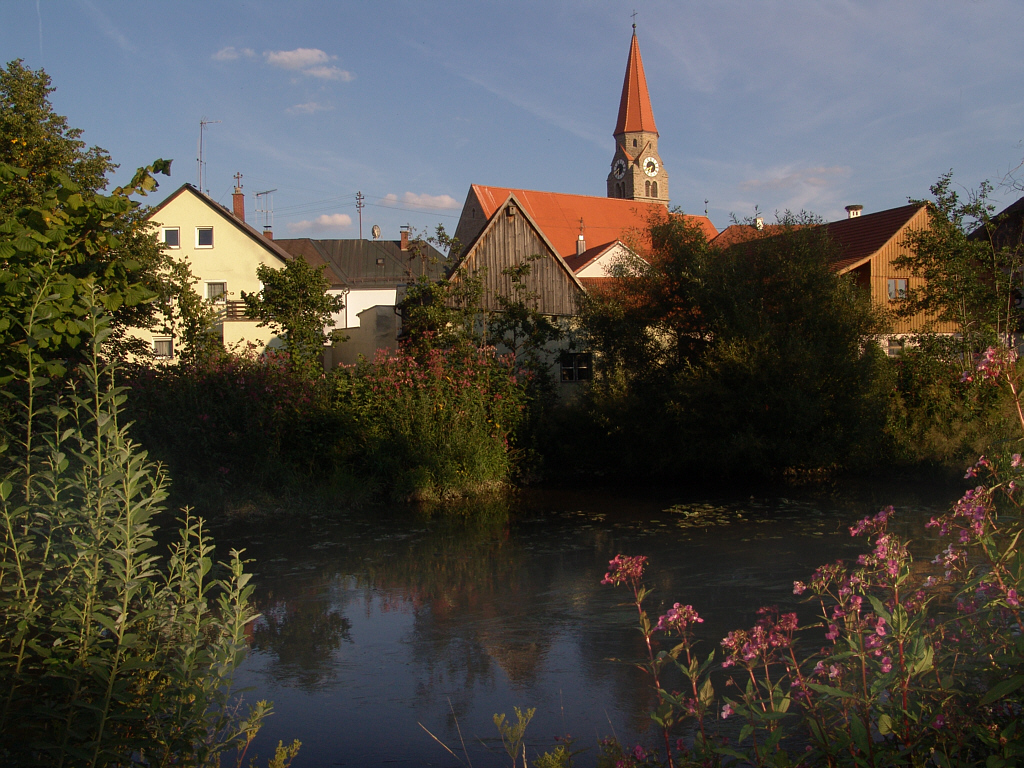
St. Pankratius (Falkenberg)

Die römisch-katholische, denkmalgeschützte Pfarrkirche  St. Pankratius steht in Falkenberg, einem Markt im Landkreis Tirschenreuth der Oberpfalz. Sie gehört zur Pfarreiengemeinschaft Wiesau-Falkenberg im Dekanat Tirschenreuth des Bistums Regensburg. Das Bauwerk ist unter der Denkmalnummer D-3-77-117-5 als Baudenkmal in die Bayerische Denkmalliste eingetragen.

## Beschreibung
Die neuromanische Saalkirche wurde aus unverputzten, groben Bruchsteinen nach einem Entwurf von Johann Baptist Schott 1905–08 anstelle einer 1683–87 von einem Dientzenhofer erbauten barocken Kirche errichtet. Sie besteht aus einem Langhaus, das mit einem steilen Satteldach bedeckt ist, einem Querschiff vor dem eingezogenen, halbrund geschlossenen Chor im Süden, und einem Chorflankenturm an dessen Ostwand, der mit einem achtseitigen, spitzen Helm bedeckt ist. Sein oberstes Geschoss beherbergt hinter den als Biforien gestalteten Klangarkaden den Glockenstuhl, in dem vier Kirchenglocken hängen, und darüber befindet sich die Turmuhr.
Der Innenraum des Langhauses ist mit einer Kassettendecke überspannt, der des Chors mit einem Kreuzrippengewölbe. Zur Kirchenausstattung gehört ein neuromanischer Hochaltar, auf dessen Altarretabel eine Kreuzigungsgruppe dargestellt ist. Die Orgel wurde 1979 von Guido Nenninger gebaut.